# 큰줄납자루
큰줄납자루는 납지리속에 속하는 민물고기이다. 현재 환경부 멸종위기 야생생물 Ⅱ급으로 지정되어 보호받고 있다.

## 특징
몸은 비교적 크고 옆으로 납작하며 체고는 그다지 높지 않다. 머리는 비교적 작고 주둥이는 납작하며 약간 앞으로 돌출되었다. 눈은 비교적 크고 상악은 짧다. 말굽 모양의 입은 아래 쪽에 있고 비교적 크고, 수염은 안경의 반보다 약간 크다. 양안 간격은 넓고 중간이 약간 볼록하다. 비늘은 크고 원린이며 측선은 완전하다. 등지느러미의 기점은 배지느러미 기점보다 약간 앞쪽에 있어서 꼬리지느러미 기부보다 주둥이 끝에 더 가깝다. 등지느러미 바깥쪽 가장자리는 볼록하고 꼬리지느러미 양엽 중앙은 깊이 갈라졌다. 몸은 초록빛을 띠고 측선비늘의 5∼6번째 비늘부터 꼬리지느러미 기부까지 진한 초록색 띠가 선명하다. 등지느러미와 꼬리지느러미의 가장자리는 붉고 그 안쪽은 하얗다. 배지느러미는 약간 거무스름하고 작은 흑점이 밀집되었으나, 가장자리에 백색 띠는 없다. 생식 시기에 수컷의 혼인색은 현저하고 주둥이 주변에 추성이 밀집되어 있다. 몸길이는 9~11cm이다.

### 분류
이전에는 줄납자루로 알려졌으나 최근에 전북대학교 김익수 교수 등에 의해 새로운 종으로 발표되었다(1998년).

## 생태와 번식
하천 중류에서 물이 깊지 않고 수초가 우거진 곳에 서식한다. 잡식성으로 물에 사는 곤충과 돌에 붙은 부착조류를 먹는다. 산란기는 5~6월이며 암컷은 민물조개의 몸 속에 알을 낳는데 조개의 출수공에 긴 산란관을 집어넣어 번식다. 낙동강에서는 근연종인 줄납자루와 함께 서식하는데 큰줄납자루는 줄납자루 서식지역보다 수심이 더 깊고 큰 돌이 깔려있는 흐르는 곳에 사는 것으로 알려져 있다.

## 분포
한국 고유종으로 섬진강의 모든 수역과 낙동강 일부 수역에 산다. 낙동강에서는 줄납자루와 동서하지만 섬진강에는 줄납자루가 분포하지 않는다.
지역 : 진안, 임실, 보성, 남원, 하동, 밀양, 산청, 양산, 안동
수계 : 섬진강, 보성강, 남강, 밀양강, 낙동강